# Mailly-sur-Seille
Mailly-sur-Seille é uma comuna francesa na região administrativa de Grande Leste, no departamento de Meurthe-et-Moselle. Estende-se por uma área de 6,4 km². Em 2010 a comuna tinha 260 habitantes (densidade: 40,6 hab./km²).